# Dziewiątka (Mosiny)
Dziewiątka – nieoficjalna nazwa przysiółka wsi Mosiny w Polsce, położona w województwie pomorskim, w powiecie człuchowskim, w gminie Człuchów.
Przysiółek jest częścią składową sołectwa Mosiny.
W latach 1975–1998 miejscowość administracyjnie należała do województwa słupskiego.